# Vojak (Učka)
Vojak je najvišji vrh grebena Učka in s 1401 metra najvišje ležeča točka v Istri. Leži na severovzhodu Istrskega polotoka, v osrednjem delu 160 km² velikega Krajinskega parka Učka, ki leži na meji Primorsko-goranske in Istrske županije. Na razmeroma golem travnatem hrbtu stoji  dobrih 10 metrov visok razgledni stolp, s katerega se odpira pogled na Reški zaliv in severne otoke Kvarnerja. Leta 1911 zgrajeni stolp je urejen kot informacijska točka krajinskega parka. V neposredni bližini vrha poteka meja med Istrsko in Primorsko-goransko županijo. Najbližje mesto je slabih 5 km oddaljeni Lovran. Na vrhu stojita še telekomunikacijski stolp in radar za nadzor zračnega prometa.